# Vaughan
Vaughan è una città del Canada nella regione di York, a nord di Toronto, nella provincia dell'Ontario. È la città canadese che può vantare la crescita più rapida degli ultimi anni, avendo quasi raddoppiato la sua popolazione dal 1991. Vaughan fa parte della Grande Toronto.

## Storia
Il primo europeo ad aprirsi la strada per Vaughan fu l'esploratore francese Étienne Brûlé, che percorse la pista Humber nel 1615.
Comunque Vaughan non vide alcuna costruzione prima della creazione degli insediamenti canadesi nel 1792, poiché si trovava in posizione remota e la mancanza di strade nella regione rendevano difficoltoso il viaggiare.
Nonostante le privazioni della vita del pioniere, i coloni accorsero a Vaughan in numero considerevole. La popolazione crebbe da diciannove uomini, cinque donne e trenta bambini del 1800 a 4.300 persone nel 1840.
I primi coloni furono, prevalentemente, tedeschi della Pennsylvania, con alcune famiglie di discendenza inglese e alcuni realisti francesi. L'immigrazione dagli Stati Uniti fu rimpiazzata da quella britannica entro il 1814. Mentre molti dei predecessori erano agricoltori, i nuovi venuti dimostrarono la loro abilità nel commercio, abilità utile per una comunità in crescita.
Attorno alle strutture fondate da questo gruppo crebbero diversi villaggi rurali, il più antico dei quali fu Thornhill, che vide la costruzione di una segheria nel 1801 e di un mulino per cereali nel 1815, raggiungendo il considerevole traguardo di 300 abitanti nel 1836. Altre realtà dello stesso tipo includono Kleinburg, Coleraine, Maple, Richmond Hill, Teston, Claireville, Pine Grove, Carrville, Patterson, Burlington, Concord, Edgeley, Fisherville, Elder's Mills, Elgin Mills, Jefferson, Nashville, Purpleville, Richvale, Sherwood, Langstaff, Vellore e Burwick (Woodbridge).
La contea di Vaughan è cambiata relativamente poco dal 1840, quando il numero degli abitanti raggiunse quota 4.300 persone, al 1935 quando se ne contavano 4.873. Tuttavia la Seconda guerra mondiale diede il via ad un forte incremento dell'immigrazione e per il 1960 il numero degli abitanti era salito a 15.957.
Con l'aumentare della popolazione cominciò a cambiare anche la composizione etnico-culturale della zona, grazie all'arrivo, tra gli altri, di Italiani, ebrei ed emigranti dall'Europa dell'Est. Gli italocanadesi costituiscono il 26,5% della popolazione, una delle maggiori concentrazioni di qualsiasi suddivisione del censimento canadese.

## Geografia fisica
Vaughan confina ad ovest con Caledon e Brampton, a nord con King e Richmond Hill, ad est con Markham e Richmond Hill e con Toronto a sud. Le sue coordinate geografiche sono 43°50′N 79°30′W.

## Infrastrutture e trasporti
La città è servita dalla linea Yonge-University della metropolitana di Toronto attraverso le due stazioni di Vaughan Metropolitan Centre e Highway 407.

## Legislazione e governo
Il consiglio della città di Vaughan è composto di nove membri; il sindaco, tre consiglieri regionali e cinque locali. Il sindaco eletto a maggioranza popolare, è il capo del consiglio di Vaughan e rappresentante al consiglio regionale di York. I tre consiglieri regionali sono eletti per rappresentare Vaughan
a livello locale e regionale. I cinque consiglieri locali, uno per circoscrizione di Vaughan, sono eletti per rappresentare la circoscrizione al consiglio.
Dal 2010 Il sindaco di Vaughan è Maurizio Bevilacqua, che ha ricevuto il 64% dei voti.
I membri del Consiglio della città di Vaughan:
- Sindaco- Maurizio Bevilacqua
- Consigliere Regionale- Gino Rosati
- Consigliere Regionale- Michael Di Biase
- Consigliere Regionale- Deb Schulte
- Circoscrizione 1- Marilyn Iafrate
- Circoscrizione 2- Tony Carella
- Circoscrizione 3- Rosanna DeFrancesca
- Circoscrizione 4- Sandra Yeung Racco
- Circoscrizione 5- Alan Shefman

## Cultura
La McMichael Canadian Art Collection a Kleinburg ospita la più importante collezione delle opere del Group of Seven.

## Attrazioni
- Museo del calcio canadese e Hall of Fame
- Canada's Wonderland, un vasto parco divertimenti, si trova a Vaughan.
- Vaughan Mills, il più grande centro commerciale della Grande Area di Toronto, è stato costruito recentemente a Vaughan.

## Istruzione
La Università York a North York si trova sul lato di Toronto del confine Toronto-Vaughan. È una grande università, con più di 43.000 studenti e dieci facoltà. 
Ci sono anche un elevato numero di scuole elementari e superiori a Vaughan che operano sotto il distretto della regione di York.

## Amministrazione

### Gemellaggi

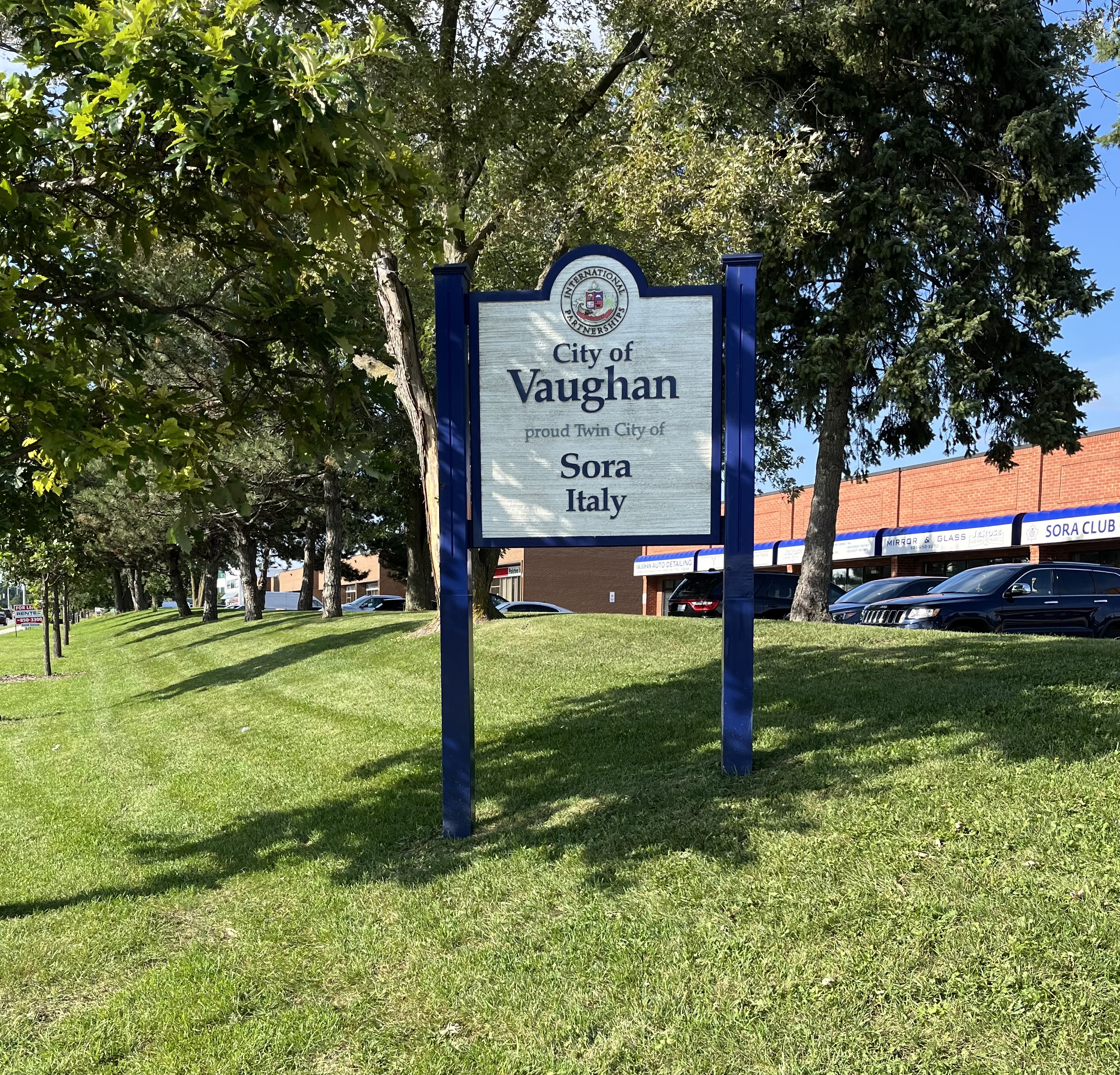
L'insegna della città gemella con Sora, a Vaughan

- Sora (Italia), dal 1992
- Lanciano, dal 2002
- Delia, dal 1998